# Peter Kenzelmann
Peter Kenzelmann (* 1970 im Allgäu) ist ein deutscher Autor, Trainer, Coach und Verleger.

## Leben
Kenzelmann studierte Ethnologie, Soziologie und Politikwissenschaft in Freiburg im Breisgau. 2006 initiierte er das Berliner DDR Museum und war bis 2008 dessen Geschäftsführer. Seit 2009 ist er Verlagsleiter des Heragon Verlags mit Sitz in Freiburg, seit 2011 in Berlin.  Peter Kenzelmann ist Autor zu den Themen Kundenbindung und Schlagfertigkeit und lebt seit 2011 wieder in Berlin. Hier war er als Initiator der Alten Börse Marzahn GmbH und der Marzahner Börsenbräu GmbH tätig und entwickelte das aus Seminarräumen, Kunsthandwerk, Brauerei und Ausstellungsflächen bestehende Ensemble. Im Dezember 2019 bot er die Alte Börse Marzahn zum Verkauf an. Im Januar 2022 erwarb Kenzelmann das Schloss Petershagen an der Weser und gründete dazu die gleichlautende GmbH
Als Künstler zitiert er mittels teils ironisch anmutender Kunst den Kunstbetrieb.

## Publikationen
- Kundenbindung : Kunden begeistern und nachhaltig binden. Cornelsen Verlag, 2003, ISBN 3-589-21906-8
- Schlagfertig mit dem richtigen Zitat. Linde Verlag, Wien 2006 ISBN 978-3-7093-0116-6[10]
- DDR-Spiel. DDR Museum  Verlag, Berlin 2007, ISBN 978-3-939801-05-4 (Selbstverlag)
- Schlagfertigkeit : die besten Werkzeuge für Abwehr und Konter. Beck Verlag, München, 2008, ISBN 978-3-406-57174-9
- Expresspaket Schlagfertigkeit. Werden Sie schlagfertiger!. Heragon Verlag, Freiburg i.Br., 2010, ISBN 978-3-941574-30-4 (Selbstverlag)[11]
- Strategien und Methoden zur Kundenbindung. Cornelsen Verlag, Berlin 2011 ISBN 978-3-589-23990-0[12]